# 里貝羅城
10°32′20″S 37°25′01″W / 10.53889°S 37.41694°W
里貝羅城（葡萄牙語：Ribeirópolis）是巴西的城鎮，位於該國東北部，由塞爾希培州負責管轄，始建於1934年，面積262平方公里，海拔高度293米，2010年人口17,163，人口密度每平方公里65.62人。